# George Clarke
George Clarke is een Brits architect, projectontwikkelaar en presentator.
Clarke ging van school af toen hij zestien jaar was en werkte tweeënhalf jaar voor een plaatselijke architect. Hij pakte de studie weer op en haalde in 1995 zijn BA in de architectuur. Hij begon in 2000 met vriend en zakenpartner Bobby Desai architectenbureau clarke:desai, dat vestigingen had in Londen en Dorset. Hij won diverse prijzen op het gebied van de architectuur en geeft les aan de School of Architecture and the Built Environment van de universiteit in Nottingham.
Naast architect is Clarke tv-presentator. Hij presenteerde voor de zender Five de programma's Property dreams (2004), Dream Home Abroad (2005) en Build a new life in the country (2005-2007). Dream Home Abroad werd in België door Vitaya uitgezonden als Droomhuis op verplaatsing. Build a new life wordt in 2008 in Nederland door RTL 4 uitgezonden onder de naam Bouw een nieuw leven. In 2008 stapte Clarke over naar de zender Channel 4, waarvoor hij onder andere Restoration Man presenteert.
In 2007 schreef hij het boek Build a new life by creating your new home.
In 2011 stapte Clarke uit clarke:desai en richtte een nieuw bureau op, George Clarke + Partners.